# Geolycosa ornatipes
Geolycosa ornatipes là một loài nhện trong họ Lycosidae.
Loài này thuộc chi Geolycosa. Geolycosa ornatipes được Elizabeth Bangs Bryant miêu tả năm 1935.